# قره-قوچقور (شهرستان قره‌کولجه)
قره-قوچقور (به لاتین: Kara-Kochkor) یک منطقهٔ مسکونی در قرقیزستان است که در شهرستان قره‌کولجه واقع شده‌است. قره-قوچقور ۳٬۵۲۱ نفر جمعیت دارد و ۱٬۲۷۲ متر بالاتر از سطح دریا واقع شده‌است.